# Ruptura de tendó
La ruptura del tendó és un trastorn en el qual un tendó se separa totalment o parcialment del teixit al qual està unit, o es trenca o es divideix totalment o parcialment.
Alguns exemples inclouen:
- Ruptura del tendó d'Aquil·les
- Ruptura del tendó del bíceps
- Lesió del lligament encreuat anterior
- Ruptura del tendó del bíceps femoral i Ruptura del tendó del quàdriceps
- Ruptura del tendó rotular